# Vyšehrader Friedhof

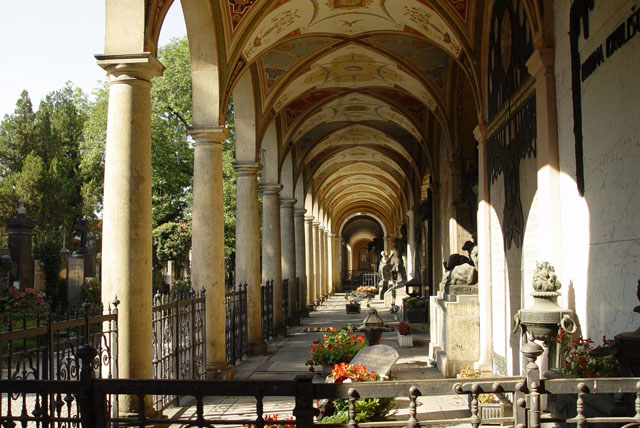
Vyšehrader Friedhof

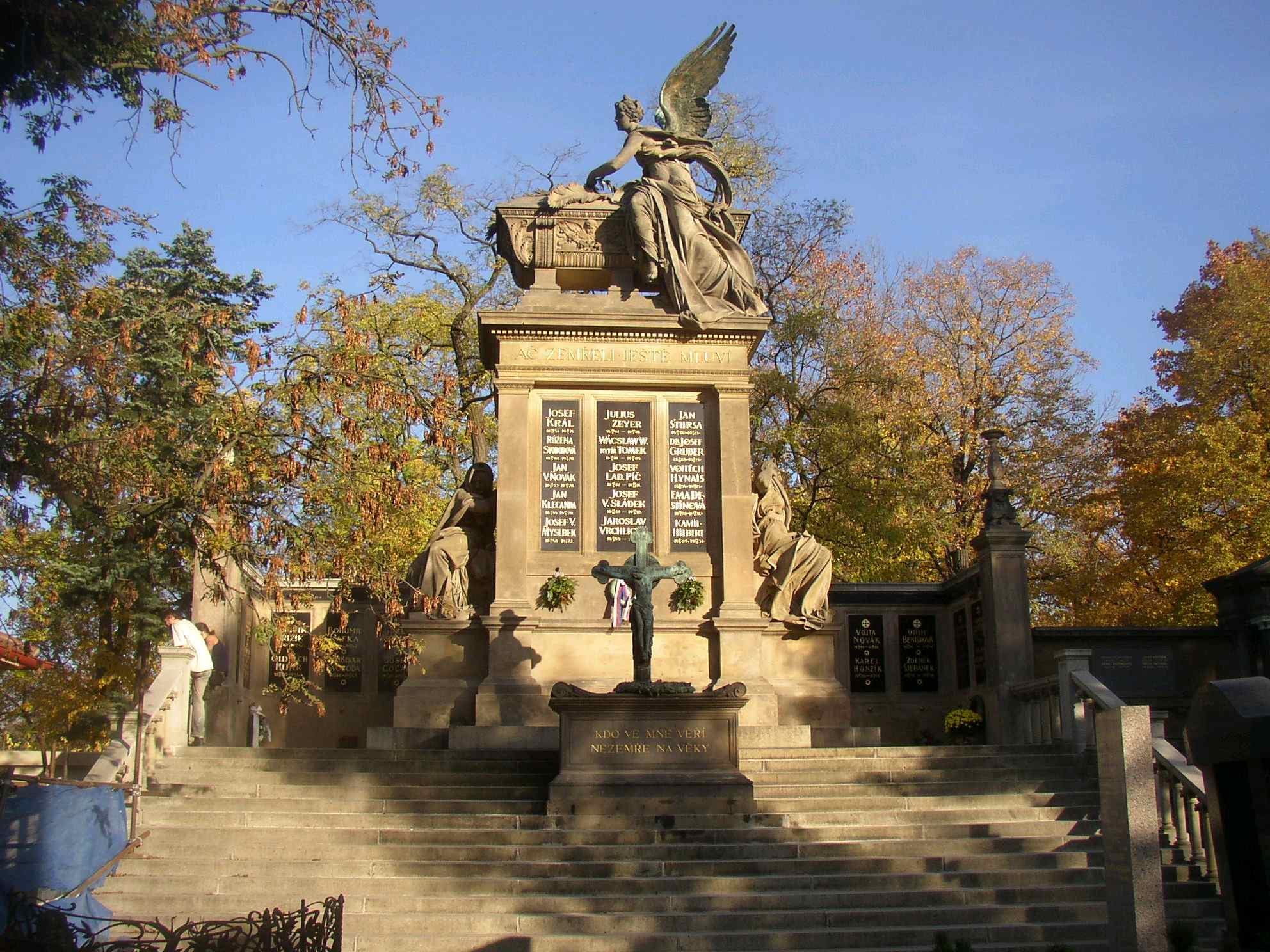
Slavín

Der Vyšehrader Friedhof (tschechisch: Vyšehradský hřbitov) ist der bekannteste Friedhof der Stadt Prag. Er wurde im Jahr 1869 auf dem Gelände der Vyšehrader Burg errichtet. Der Friedhof ist bekannt als letzte Ruhestätte zahlreicher bedeutender Persönlichkeiten der tschechischen Nation. Auf dem Friedhof sind u. a. die Komponisten  Antonín Dvořák und Bedřich Smetana, der Jugendstilmaler Alfons Mucha sowie der Nobelpreisträger Jaroslav Heyrovský begraben. Zudem befinden sich auf dem Friedhofsareal die Grabstätten weiterer bekannter Persönlichkeiten tschechischer Herkunft.
In der Mitte des Friedhofs steht das Monument „Slavín“ des Bildhauers Antonín Wiehl, welches als Mausoleum und letzte Ruhestätte für besonders verdiente Persönlichkeiten des tschechischen Volkes dient.

## Persönlichkeiten
Zu den bekannten Persönlichkeiten, welche auf dem Vyšehrader Friedhof begraben sind, gehören:
- Mikoláš Aleš (1852–1913), Maler
- Karel Ančerl (1908–1973), Dirigent
- Jiří Bělohlávek (1946–2017), Dirigent
- Josef Bican (1913–2001), Fußballer
- Beno Blachut (1913–1985), Opernsänger
- Vlasta Burian (1891–1962), Schauspieler
- Karel Čapek (1890–1938), Schriftsteller
- Svatopluk Čech (1846–1908), Dichter, Prosaiker und Journalist
- František Černý (1931–2024), Diplomat
- Zdeněk Chalabala (1899–1962), Dirigent
- Antonín Chittussi (1847–1891), Maler
- Ema Destinová (1878–1930), Opernsängerin
- Zdeněk Dítě (1920–2001), Schauspieler
- Jaroslav Drbohlav (1947–1985), Schauspieler
- Antonín Dvořák (1841–1904), Komponist
- Ludmila Dvořáková (1923–2015), Opernsängerin
- Petr Eben (1929–2007), Komponist
- Zdeněk Fibich (1850–1900), Komponist
- Eduard Haken (1910–1996), Opernsänger
- Jaroslav Heyrovský (1890–1967), Nobelpreisträger für Chemie
- František Hlaváček (1839–1917), Architekt und Baumeister
- František Hrubín (1910–1971), Schriftsteller
- Ilja Hurník (1922–2013), Komponist
- Bohumil Kafka (1878–1942), Bildhauer
- Jan Krejčí (1825–1887), Geologe und Mitglied des Reichsrats
- Jan Kubelík (1880–1940), Geiger und Komponist
- Rafael Kubelík (1914–1996), Dirigent und Komponist
- Vilém Kurz (1872–1945), Pianist
- Josef Lipš (1891–1981), Architekt und Bauingenieur
- Karel Hynek Mácha (1810–1836), Poet
- Hana Mašková (1949–1972), Eiskunstläuferin
- Waldemar Matuška (1932–2009), Sänger und Schauspieler
- Zdeněk Miler (1921–2011),  Zeichner und Zeichentrickfilmer
- Alfons Mucha (1860–1939), Maler
- Geraldine Mucha (1917–2012), britisch-tschechische Komponistin
- Jiří Mucha (1915–1991), Schriftsteller, Publizist und Drehbuchautor
- Josef Václav Myslbek (1848–1922), Bildhauer
- Zdeněk Nejedlý (1878–1962), Historiker, Musikwissenschaftler und Politiker
- Božena Němcová (1820–1862), Schriftstellerin
- Jan Neruda (1834–1891), Journalist und Schriftsteller
- Willi Nowak (1886–1977), Maler, Lithograf und Hochschullehrer
- Otakar Ostrčil (1879–1935), Komponist
- Karel Purkyně (1834–1868), Maler
- Olga Scheinpflugová (1902–1968), Schauspielerin
- Václav Smetáček (1906–1986), Dirigent und Komponist
- Bedřich Smetana (1824–1884), Komponist
- Ladislav Šaloun (1870–1946), Bildhauer
- Pavel Štěpán (1925–1998), Pianist
- Ilona Štěpánová-Kurzová (1899–1975), Pianistin
- Josef Suk (Geiger) (1929–2011),  Violinist
- Josef Suk (Komponist) (1874–1935),  Komponist
- Max Švabinský (1873–1962), Maler
- Valter Taub (1907–1982), Schauspieler
- Boleslav Vomáčka (1887–1965), Komponist, Musikkritiker und Jurist
- Ladislav Vycpálek (1882–1969), Komponist
- Bedřich Antonín Wiedermann (1883–1951), Organist und Komponist

Für die Widerstandskämpferin und Frauenrechtlerin Milada Horáková (1901–1950), die der stalinistischen Verfolgung zum Opfer fiel, wurde im Jahr 2000 ein Kenotaph errichtet, ihre tatsächlichen Überreste befinden sich auf dem Gelände des Krematoriums Strašnice.